# Бернгал
Бернгал (ірл. — Berngal) — верховний король Ірландії. Час правління (згідно середньовічної ірландської історичної традиції): 833–831 до н. е. (згідно «Історії Ірландії» Джеффрі Кітінга) або 1209–1197 до н. е. згідно хроніки Чотирьох Майстрів. Син Фіннахта (ірл. — Fínnachta). Син верховного короля Ірландії Геде Оллгохаха (ірл. — Géde Ollgothach). Прийшов до влади після вбивства свого попередника — верховного короля Ірландії Фіаху Фіндойлхеса;— свого двоюрідного брата, якого підозрював у причетності до смерті свого батька. Ввійшов в історію як войовничий король, який безперестанку воював з різними непокірними кланами. Військові дії призвели до голоду в Ірландії — для населення не вистачало зерна і молока. Відомості про час його правління вкрай суперечливі — в історичних переказах є дані і про 2 роки його правління і про 12 років його правління. Був вбитий своїм двоюрідним братом Айлілем сином Сланолла (ірл. — Ailill mac Slánuill). «Книга Захоплень Ірландії» синхронізує його правління з часом правління царя Мідії Діоцеса (694–665 роки до нової ери), що сумнівно.